# Hans Kramer (Handballspieler)
Hans Kramer (* 5. September 1948 in Isernhagen; † 17. September 2013 in Fuhrberg) war ein deutscher Handballspieler. Der Rechtsaußen spielte für den TSV Grün-Weiß Dankersen in der Bundesliga, mit dem er Deutscher Meister wurde.

## Karriere
Der 1,87 m große Kramer wechselte 1970 vom PSV Hannover zum TSV Grün-Weiß Dankersen. Gleich im ersten Jahr feierte er mit dem Verein den Doppel-Gewinn der Deutschen Meisterschaft in der Halle und auf dem Feld. Mit Dankersen gewann er noch eine weitere Meisterschaft und zwei Vize-Meisterschaften, holte dreimal den DHB-Pokal und stand im Finale des Europapokals der Pokalsieger. 1979 wechselte er zum niedersächsischen Verbandsligisten TS Großburgwedel, mit dem er 1980 in die Oberliga und 1981 in die Regionalliga aufstieg. 1987 beendete er dort seine aktive Laufbahn.
Nach einigen Einsätzen in der B-Nationalmannschaft debütierte Kramer am 27. Januar 1971 gegen Schweden in Göteborg für die deutsche Nationalmannschaft und nahm an der Weltmeisterschaft 1974 teil. Insgesamt absolvierte er 34 A-Länderspiele, in denen er 32 Tore erzielte.
Kramer war verheiratet und hatte drei Kinder. Er studierte Mathematik und Sport und war von 1980 bis 2012 als Lehrer am Gymnasium Großburgwedel tätig.

## Erfolge
- Deutscher Meister (3): 1971 Feld, 1971, 1977
  - Deutscher Vizemeister (2): 1975, 1976
- DHB-Pokal-Sieger (3): 1975, 1976, 1979
- Aufstieg in die Regionalliga (1): 1981
- Aufstieg in die Oberliga (1): 1980
  - Vize-EHF-Europapokalsieger der Pokalsieger (1): 1976